# Xundheit
Xundheit AG, Die Gesundheitskasse der Sympany Gruppe (bis 2003 ÖKK Öffentliche Krankenkasse Luzern, danach bis November 2009 XUNDHEIT, Öffentliche Gesundheitskasse Schweiz AG) war eine Schweizer Krankenkasse mit Sitz in Luzern, die seit 2009 zu Sympany-Gruppe gehörte. Xundheit zählte mehr als 51'000 Versicherte und erzielte 2007 Prämieneinnahmen von 119 Millionen Schweizer Franken. Die Grundversicherung nach dem Krankenversicherungsgesetz bildete hierbei mit einem Anteil von fast 80 Prozent der gesamten Prämieneinnahmen das eigentliche Hauptgeschäft.

## Geschichte
Das Unternehmen ging 1914 als Öffentliche Krankenkasse in Luzern aus dem Zusammenschluss der Krankenverpflegungsanstalt lediger Gesellen, deren Wurzeln als Bruderschaft lediger Gesellen bis 1626 reichen, und der Allgemeine Arbeiter-Krankenkasse hervor. Im Verlaufe der Zeit entwickelte sich die Öffentliche Krankenkasse Luzern zu einem wichtigen Krankenversicherer in der Zentralschweiz. Nach der Einführung des Krankenversicherungsgesetzes 1997 wurde die Öffentliche Krankenkasse Luzern auf Anfang 1998 als juristische Person verselbständigt und in eine nichtgewinnorientierte Aktiengesellschaft umgewandelt. Auf Anfang 2004 wurde die Krankenkasse in Xundheit, Öffentliche Gesundheitskasse Schweiz umbenannt. 2009 wurde Xundheit von Sympany übernommen. Seit dem 1. Januar 2011 tritt sie als Sympany auf.